# Памятник Александру Манташеву (Ереван)
Памятник Александру Манташеву — скульптурный монумент, расположенный на углу улиц Абовяна и Агаяна в Ереване.

## История памятника
20 июня 2011 года мэрией Еревана было принято решение об установке памятника известному меценату Александру Манташеву (Манташянцу). Основанием для решения стало положительное заключение протокола заседания Совета изобразительных искусств мэрии Еревана. Изначальным местом установки предполагалось сделать по соседству с концертным залом имени Арно Бабаджаняна в начале улицы Абовяна — это было обусловлено тем, что концертный зал был некогда построен на средства Манташева, возле бывшего ереванского ЦУМа. Тем не менее, впоследствии место установки сменилось.
Торжественное открытие памятника Манташьяну состоялось 18 апреля 2012 года на улице Абовяна поблизости от церкви Святой Богородицы Катогике. Памятник открывали премьер-министр Армении Тигран Саргсян и мэр Еревана Тарон Маргарян. Открывающие речи произносили актер Азат Гаспарян, заместитель мэра Камо Ареян и автор статуи, скульптор Тигран Арзуманян.
На открытии присутствовали внук Александра Манташева — Александр Манташян и правнук — Микаел Манташян, а также деятели культуры и политики и ряд крупных армянских филантропов, в том числе Ваагн Овнанян и меценат, финансировавший создание памятника, Овик Овакимян.

## Описание
Памятник выполнен из бронзы. Александр Манташев изображён в полный рост, в движении — идущим. Правой рукой он опирается на трость, левую держит на поясе.

## Галерея

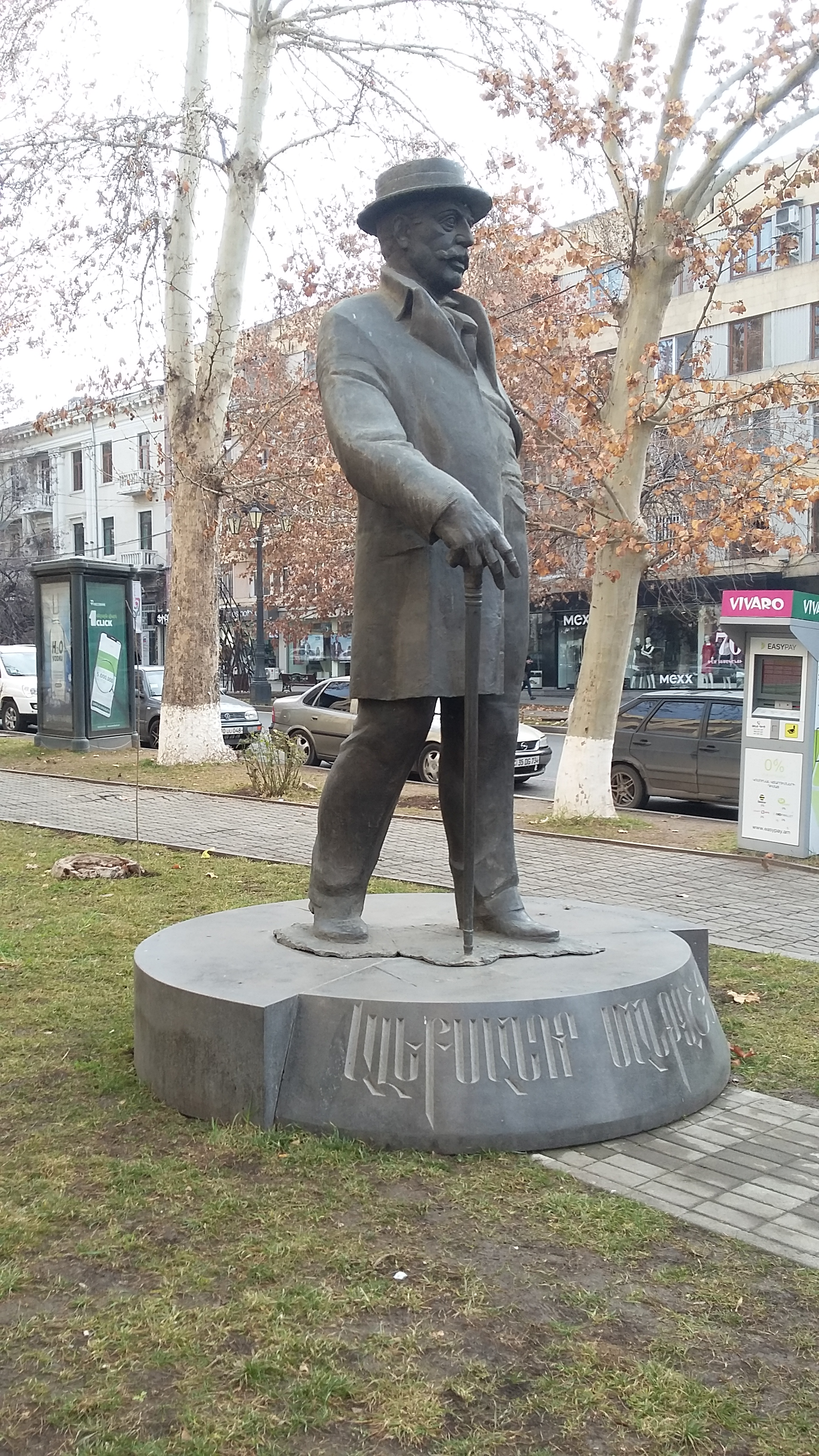
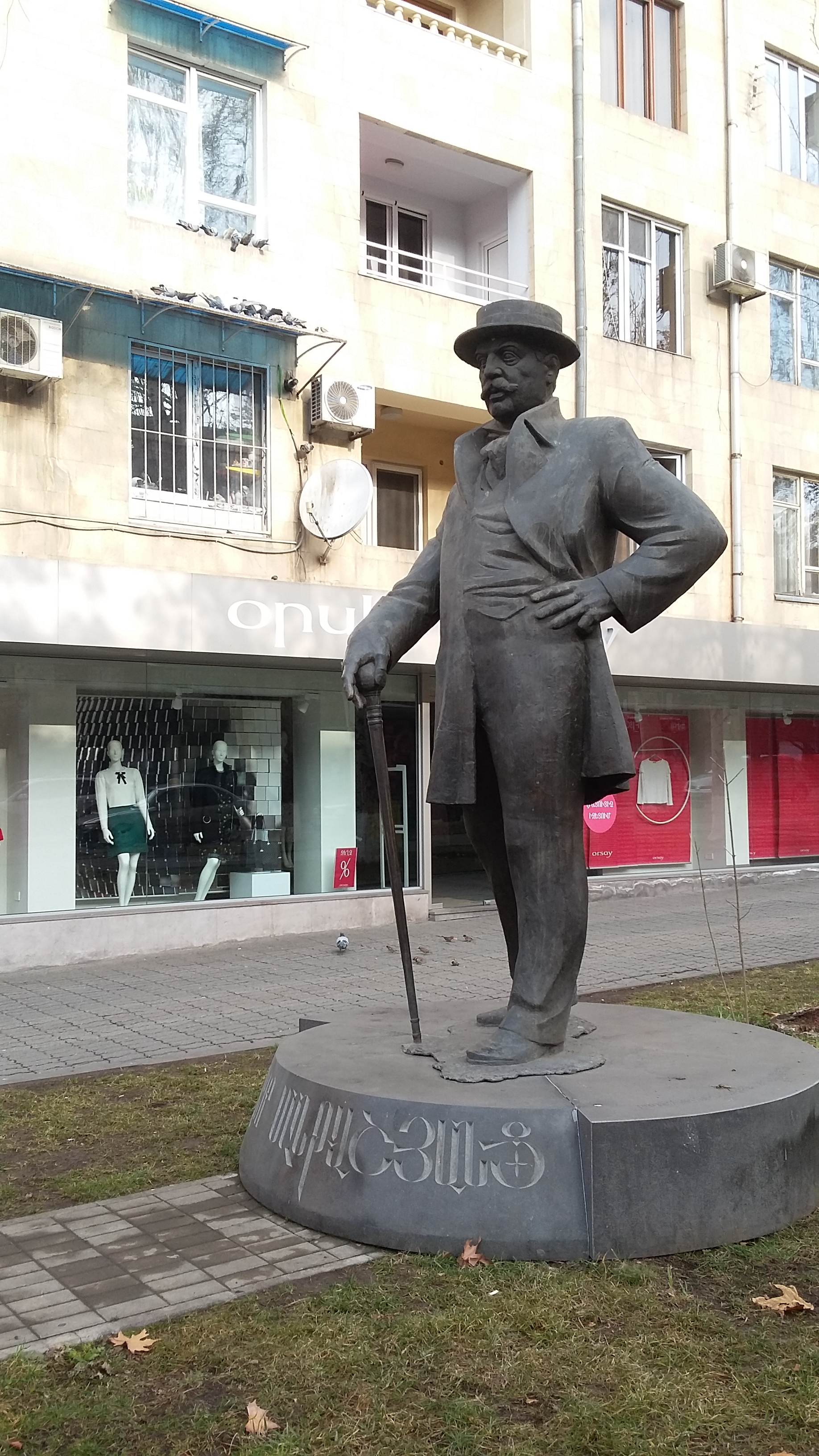
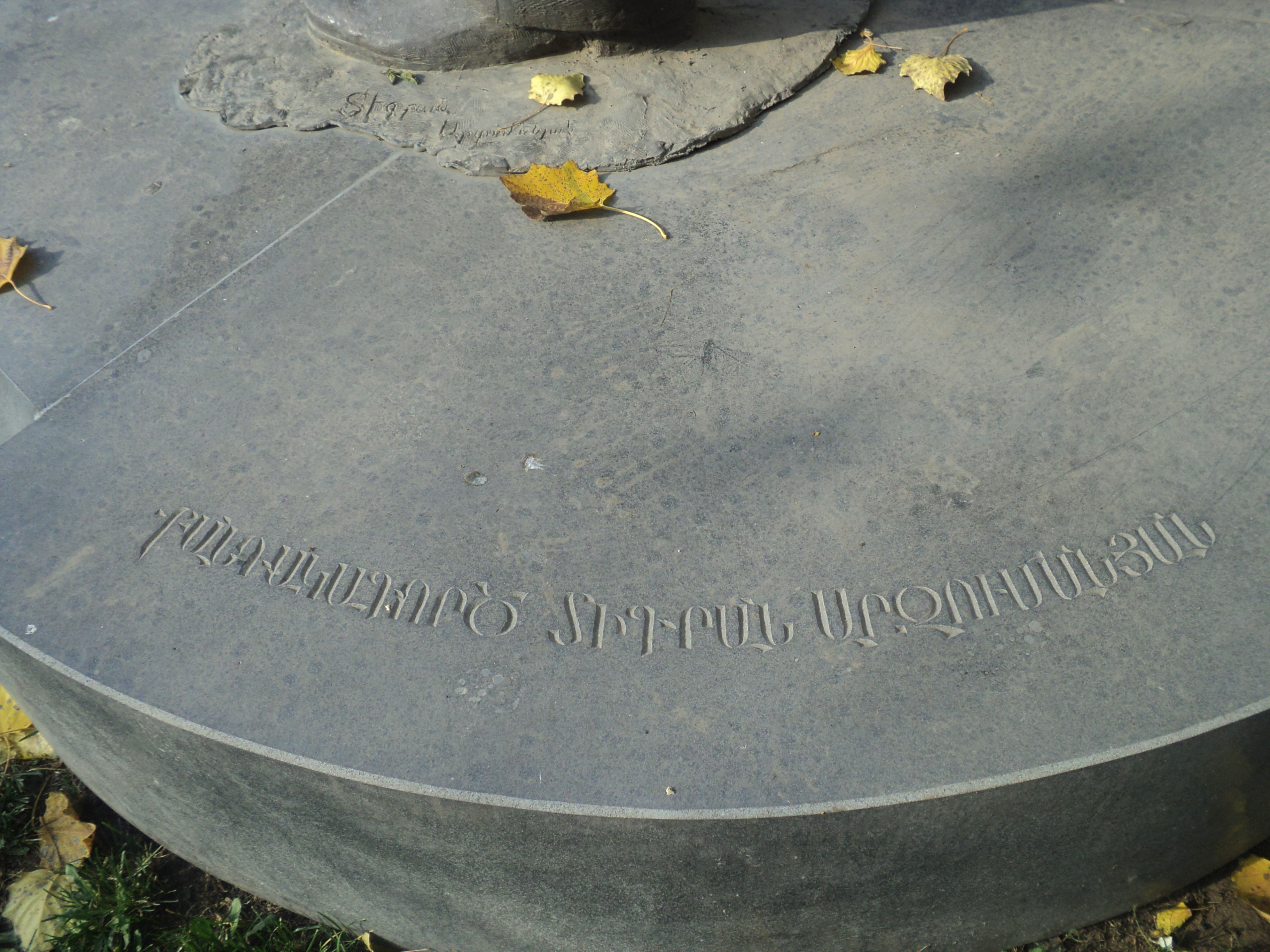
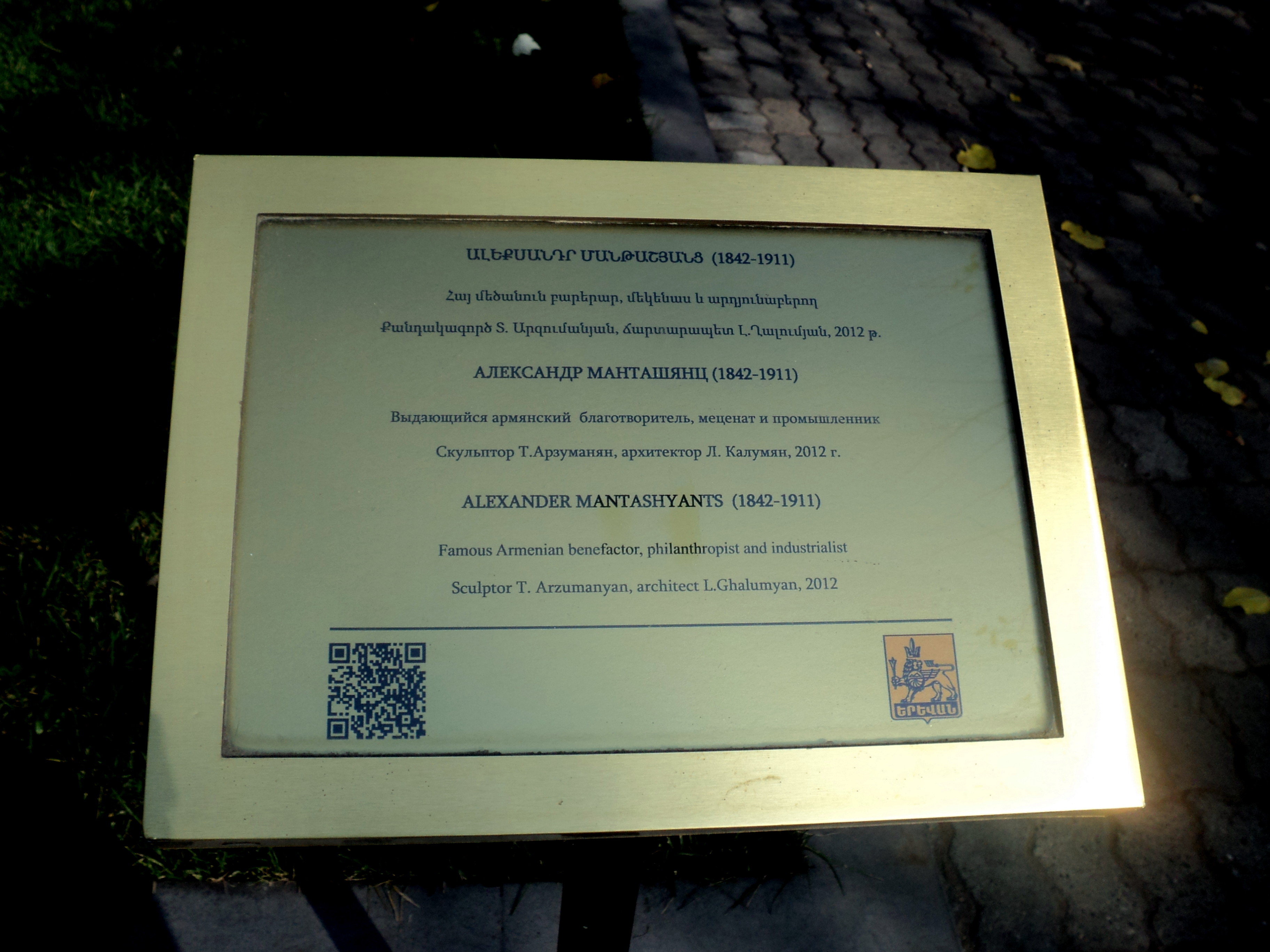